# Nicolas Godinot
Deo-Gracias-Nicolas Godinot (1 de mayo de 1765 - 27 de octubre de 1811) fue un General de división del Primer Imperio Francés que batalló las Guerras Napoleónicas. Fue Jefe de la Brigada de la 25ava Légère el 30 de junio de 1799 y pasó a convertirse en el Coronel de ese regimiento en 1803. Godinot ocupa el rango de General de la promoción de la Brigada el 1 de febrero de 1805, y el 10 de mayo de 1811 sube a General de la División. Condujo a su brigada al ataque contra la aldea de Albuera durante la Batalla de La Albuera el 16 de mayo de 1811.
Tras su fracaso para tomar la ciudad de Tarifa el 21 de octubre de 1811, se suicidó días después en Sevilla, entonces bajo ocupación francesa.
Además de su rango militar, Godinot se convirtió en un Comendador de la Legión de Honor el 9 de marzo de 1806, y se convirtió en miembro de la nobleza del Primer Imperio francés el 27 de julio de 1808.
Se hizo su funeral eclesiástico, en la Parroquia de San Bartolomé de Sevilla el 28 de octubre de 1811. De estado casado. Natural de Lyon.